# Област (математика)
Вижте пояснителната страница за други значения на Област.
Област в математиката се нарича всяко непразно отворено свързано множество от точки в топологично пространство.
Изискването за отвореност означава, че заедно с всяка своя точка областта съдържа и всички точки от някоя околност на точката. Изискването за свързаност на областта означава, че всеки две точки от областта могат да бъдат свързани с начупена линия, всички точки от която също принадлежат на областта.
Терминът област може да се срещне в различни контексти:
- област на изменение (на променливи), още наричана област на допустимите стойности
- дефиниционна област (на функция)
- област на състоянията (при функционалното уравнение на Белман)
- област на цялостност, и др.